# Орора (Иллинойс)
Оро́ра (англ. Aurora) — город на севере США, является вторым по величине городом штата Иллинойс.
Помимо официального названия у Ороры также есть прозвище — «Город огней». Официально это прозвище было принято в 1908 году. Оно напрямую связано с тем фактом, что в 1881 году Орора стала первым городом в США с полностью электрифицированной системой уличного освещения.

## История
- 1834 год — братья Маккарти выкупили участок земли на реке Фокс и построили дом, мельницу и ряд хозяйственных построек.
- 1837 — в поселении появляется почтовое отделение. Название «Орора» становится официальным.
- 1856 — в городе организована пожарная часть.
- 1857 — Орора объединяется с поселением на соседнем (западном) берегу реки[1].
- 1860—1920 — бурное развитие города: открываются школы и больницы, появляются промышленные предприятия, город становится прибежищем для тысяч иммигрантов со всего мира.
- 1970—1974 — закрытие ряда крупных предприятий, включая относящиеся к железнодорожной промышленности (фактическая основа экономического существования города).
- 1980 — закрытие большей части предприятий города. Безработица достигает 16 %.
- 1987—1990 — появление нескольких промышленных зон и бизнес-центров.
- 1993 — открытие первого казино.
- 1995—2005 — развитие промышленных предприятий в пригородах Ороры, образование новых промзон, активный экономический рост города.

## Промышленность
Орора исторически, как и весь штат Иллинойс, имеет развитую промышленность, представленную рядом крупных предприятий:
- Lyon Workspace Products (скобяные изделия)
- Aurora Silverplate Manufacturing Company (ювелирное производство и производство технического серебра)
- Barber Greene Ltd. (промышленное оборудование)
- Chicago Corset Company (текстильное производство)
- Aurora Brewing Company (пивоварни)
- Stephens-Adamson Company
- Caterpillar Inc.
- Allsteel Metals (металлургия)
- National Metalwares (металлургия)
- Western Wheeled Scraper Works (позже трансформировавшаяся в Austin-Western Inc.)

## Выдающиеся жители и уроженцы
- Эд Клейтон (писатель, иллюстратор)
- Клайв Касслер (писатель, морской археолог)
- Рут ВанСикл Форд (1897—1989, владелец Академии художеств Чикаго)
- Кен Гриффин (англ., 1909—1956, музыкант)
- Вернон Луис Паррингтон (1871—1929, писатель, историк, обладатель Пулитцеровской премии)
- Пол Шойринг (режиссёр, сценарист)
- Том Петранофф (бывший чемпион мира по метанию копья)
- Генри Гейл (1874—1942), писатель, астрофизик)
- Дэвид Тилман (эколог)
- Натаниэль Попп (православный архиепископ)
- Василь Луис Пусас (католический епископ)
- Александр Ратиу (грекокатолический священник, писатель, бывший румынский политзаключённый)
- Рэй Брэдбери (выдающийся писатель-фантаст)